# Asperjoc
Asperjoc est une ancienne commune française située dans le département de l'Ardèche, en région Auvergne-Rhône-Alpes, devenue le 1er janvier 2019 une commune déléguée de la commune nouvelle de Vallées-d'Antraigues-Asperjoc.
Les habitants de la localité sont appelés les Asperjocois.

## Géographie

### Communes limitrophes
Asperjoc est limitrophe de six communes ou anciennes communes, toutes situées dans le département de l'Ardèche et réparties géographiquement de la manière suivante :

### Lieux-dits, hameaux et écarts
Sur un territoire communal de 847 hectares, Asperjoc comprend de nombreux hameaux et lieux-dits comme : les Beaumelles, la Brugeyre, le Chastelas, le Fau, le Pont-de-Bridou, le Pont-de-l'Huile, la Praye, le Raccourci, le Rigaudel,  Thieure, Tras-Chabanne, la Valette inférieure, Le Chadenet, Le Ranc, Laulagnet Bas, Laulagnet Haut et Chanteloube. Ils sont situés entre 300 et 600 m d'altitude. À noter qu'aucun d'entre eux ne porte le nom d'Asperjoc. La mairie est située à Laulagnet et l'église à Thieure.

## Histoire
Sous l'ancien régime, la paroisse Saint-Pierre d'Asperjoc relevait de l'abbaye de La Chaise-Dieu.
En 1790, la paroisse Saint-Pierre d'Asperjoc devient la commune d'Asperjoc.

La commune fusionne le 1er janvier 2019 avec Antraigues-sur-Volane pour former la commune de Vallées-d'Antraigues-Asperjoc dont la création est actée par arrêté du préfet de l'Ardèche en date du 29 octobre 2018.

## Politique et administration
| Période      | Période  | Identité         | Étiquette | Qualité                          |
| ------------ | -------- | ---------------- | --------- | -------------------------------- |
| janvier 2019 | En cours | Alain Chiraussel | DVG       | Retraité de la fonction publique |

| Période                                  | Période          | Identité         | Étiquette    | Qualité                                         |
| ---------------------------------------- | ---------------- | ---------------- | ------------ | ----------------------------------------------- |
| Les données manquantes sont à compléter. |                  |                  |              |                                                 |
| 1971                                     | mars 2008        | Louis Berthon    | MRG puis DVD | Inspecteur principal des PTT Conseiller général |
| mars 2008                                | 31 décembre 2018 | Alain Chiraussel | DVG          | Retraité de la fonction publique                |

## Population et société

### Démographie

#### Évolution démographique
L'évolution du nombre d'habitants est connue à travers les recensements de la population effectués dans la commune depuis 1793. Pour les communes de moins de 10 000 habitants, une enquête de recensement portant sur toute la population est réalisée tous les cinq ans, les populations de référence des années intermédiaires étant quant à elles estimées par interpolation ou extrapolation. Pour la commune, le premier recensement exhaustif entrant dans le cadre du nouveau dispositif a été réalisé en 2006.

En 2016, la commune comptait 408 habitants, en évolution de +3,82 % par rapport à 2010 (Ardèche : +2,48 %, France hors Mayotte : +2,11 %).
| 1793 | 1800 | 1806 | 1821 | 1831 | 1836 | 1841 | 1846 | 1851 |
| ---- | ---- | ---- | ---- | ---- | ---- | ---- | ---- | ---- |
| 523  | 532  | 540  | 555  | 671  | 684  | 666  | 681  | 807  |

| 1856  | 1861  | 1866  | 1872 | 1876 | 1881 | 1886 | 1891 | 1896 |
| ----- | ----- | ----- | ---- | ---- | ---- | ---- | ---- | ---- |
| 1 078 | 1 104 | 1 060 | 739  | 789  | 836  | 858  | 866  | 856  |

| 1901 | 1906 | 1911 | 1921 | 1926 | 1931 | 1936 | 1946 | 1954 |
| ---- | ---- | ---- | ---- | ---- | ---- | ---- | ---- | ---- |
| 833  | 806  | 790  | 679  | 668  | 635  | 616  | 538  | 505  |

| 1962 | 1968 | 1975 | 1982 | 1990 | 1999 | 2006 | 2011 | 2016 |
| ---- | ---- | ---- | ---- | ---- | ---- | ---- | ---- | ---- |
| 453  | 405  | 407  | 364  | 370  | 361  | 336  | 420  | 408  |

#### Pyramide des âges
La population de la commune est relativement âgée. Le taux de personnes d'un âge supérieur à 60 ans (22,3 %) est en effet supérieur au taux national (21,8 %) tout en étant toutefois inférieur au taux départemental (26,8 %).
À l'instar des répartitions nationale et départementale, la population féminine de la commune est supérieure à la population masculine. Le taux (51,2 %) est du même ordre de grandeur que le taux national (51,9 %).
La répartition de la population de la commune par tranches d'âge est, en 2008, la suivante :
- 48,8 % d’hommes (0 à 14 ans = 19,5 %, 15 à 29 ans = 10,4 %, 30 à 44 ans = 25,6 %, 45 à 59 ans = 24,4 %, plus de 60 ans = 20,2 %) ;
- 51,2 % de femmes (0 à 14 ans = 11,6 %, 15 à 29 ans = 17,4 %, 30 à 44 ans = 21,5 %, 45 à 59 ans = 25 %, plus de 60 ans = 24,4 %).

| Hommes | Classe d’âge | Femmes |
| ------ | ------------ | ------ |
| 0,0    | 90 ans ou +  | 0,6    |
| 4,3    | 75 à 89 ans  | 8,7    |
| 15,9   | 60 à 74 ans  | 15,1   |
| 24,4   | 45 à 59 ans  | 25,0   |
| 25,6   | 30 à 44 ans  | 21,5   |
| 10,4   | 15 à 29 ans  | 17,4   |
| 19,5   | 0 à 14 ans   | 11,6   |

| Hommes | Classe d’âge | Femmes |
| ------ | ------------ | ------ |
| 0,4    | 90 ans ou +  | 1,5    |
| 7,8    | 75 à 89 ans  | 11,6   |
| 15,7   | 60 à 74 ans  | 16,0   |
| 21,7   | 45 à 59 ans  | 20,6   |
| 20,2   | 30 à 44 ans  | 19,2   |
| 15,5   | 15 à 29 ans  | 14,2   |
| 18,7   | 0 à 14 ans   | 16,9   |

## Culture locale et patrimoine

### Lieux et monuments
- Église Saint-Pierre d'Asperjoc du XIXe siècle ;
- Cascade dite la Chaise du Diable.

### Héraldique
|  | Asperjoc possède des armoiries dont l'origine et le blasonnement exact ne sont pas disponibles. |